# Renault Type KZ
La Type KZ è un'autovettura di fascia medio-alta prodotta tra il 1923 e il 1931 dalla casa automobilistica francese Renault.

## Profilo
Nata per sostituire le fortunate Type GS e IG, la KZ ne ereditò il propulsore, un 4 cilindri da 2120 cm³. Rispetto alle sue antenate, la KZ era più lunga di ben 33 cm e più larga di 5, il tutto per garantire un'abitabilità migliore agli occupanti. Ottenne un buon successo di vendite. A partire dal 1927 fu sostituita da tre modelli, denominati Type KZ1, KZ2 e KZ3, con molte migliorie, tra le quali anche il passo notevolmente allungato (di ben 21 cm) per alcune versioni.

Il successo fu buono, tanto da far sì che alcune versioni di KZ furono utilizzate sia come furgoni, ma soprattutto come mezzi per utilizzi particolari, per esempio come autocarri dei pompieri. Tra il 1930 e il 1931, ultimo anno di produzione delle KZ, furono introdotte le KZ4 e KZ5, caratterizzate da un look più al passo con i tempi e da un corpo vettura ancor più ampio e accogliente.

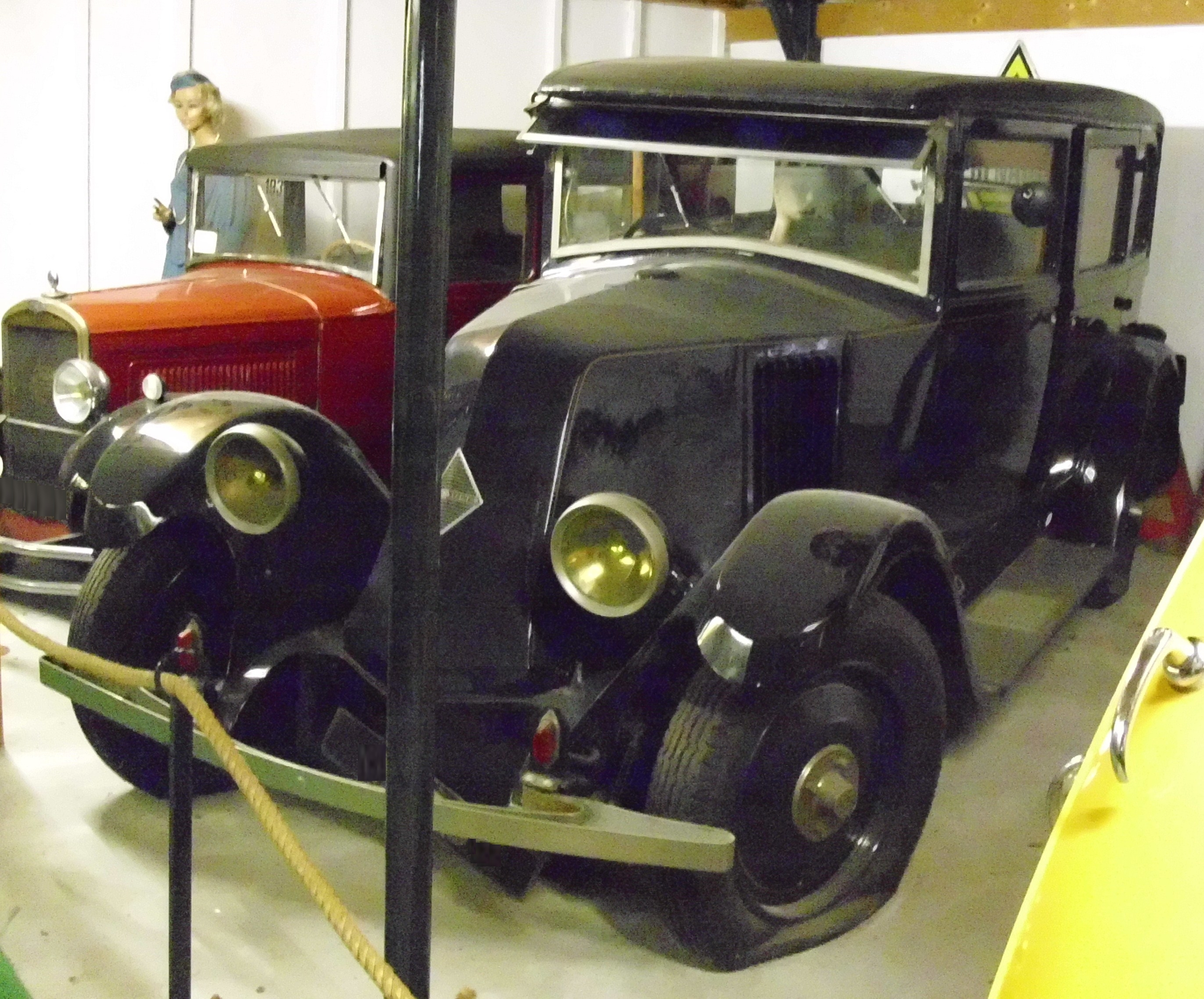
Renault Type KZ2
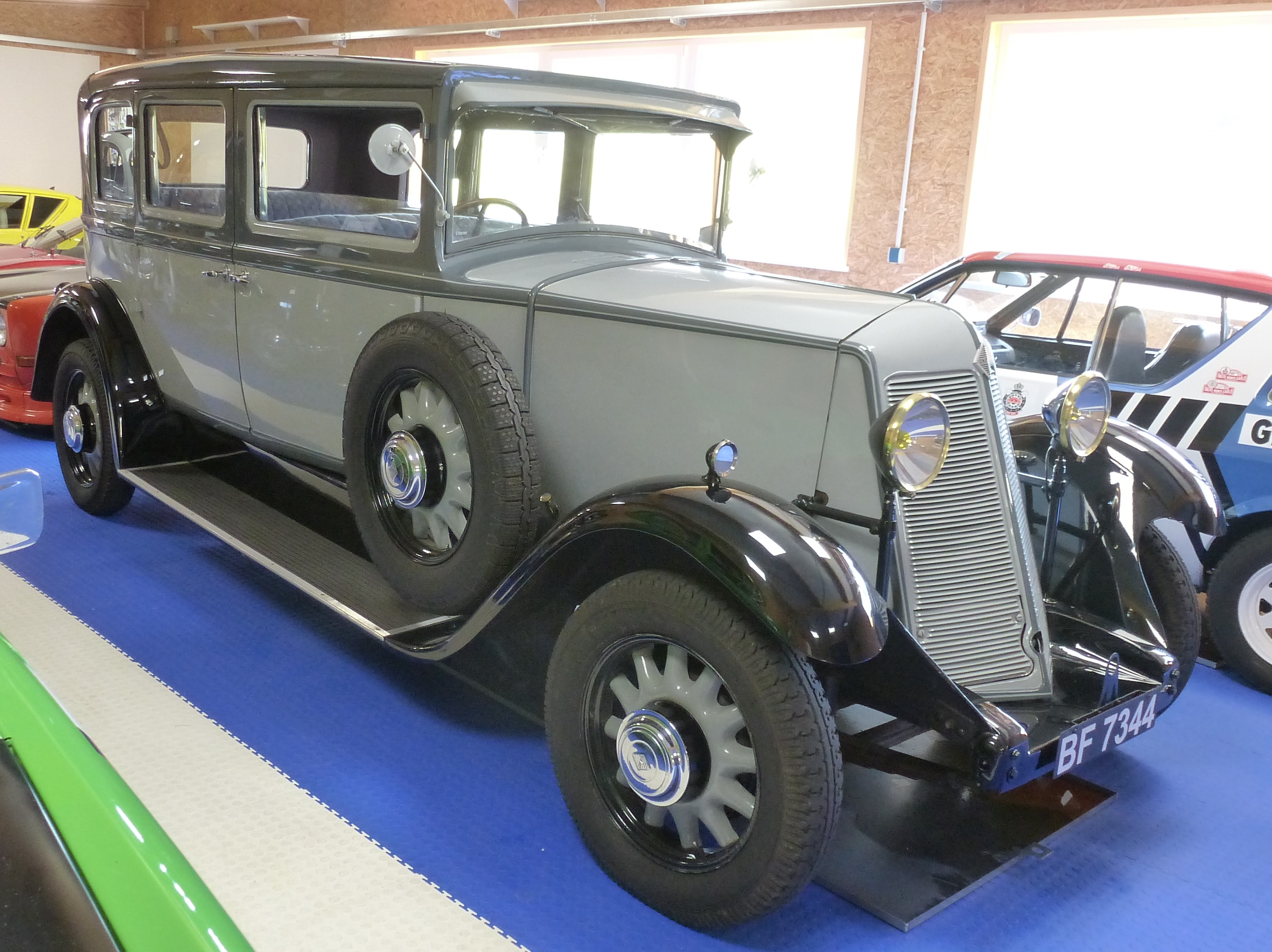
Renault Type KZ4
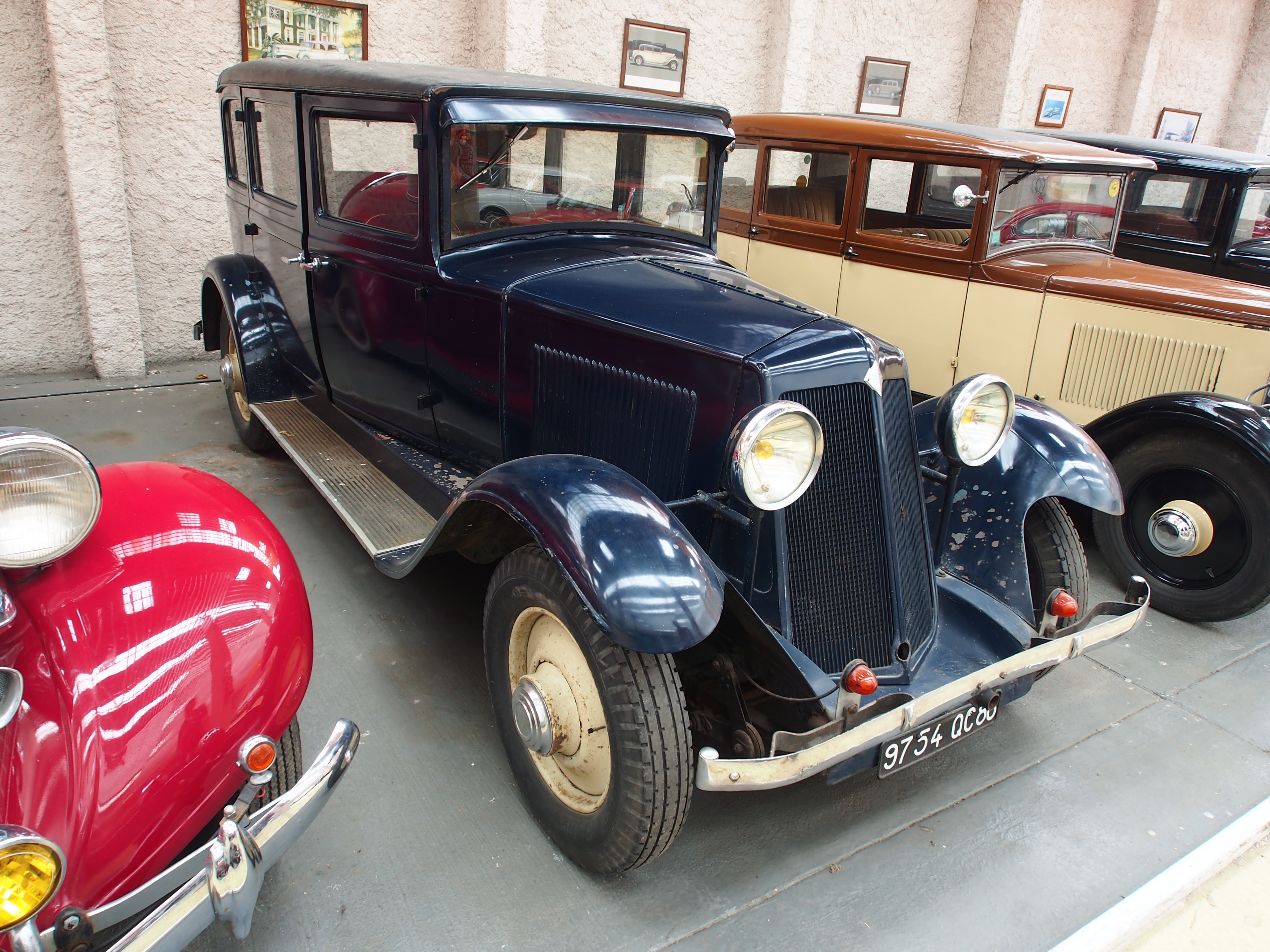
Renault Type KZ5